# Опатув (гмина, Клобуцкий повет)
Опатув (пол. Opatów) — сельская гмина (волость) в Польше, входит как административная единица в Клобуцкий повет, Силезское воеводство. Население — 6754 человека (на 2004 год).

## Демография
| Перепись                       | Всего   | Всего | Женщины | Женщины | Мужчины | Мужчины |
| ------------------------------ | ------- | ----- | ------- | ------- | ------- | ------- |
| Единицы                        | человек | %     | человек | %       | человек | %       |
| Население                      | 6754    | 100   | 3418    | 50,6    | 3336    | 49,4    |
| Плотность населения (чел./км²) | 91,8    | 91,8  | 46,5    | 46,5    | 45,4    | 45,4    |

## Сельские округа
1. Бжезинки
2. Ивановице-Дуже
3. Ивановице-Мале
4. Ивановице-Набокув
5. Опатув
6. Валеньчув
7. Вильковецко
8. Злоховице
9. Звежинец-Други
10. Звежинец-Первши

## Соседние гмины
1. Гмина Клобуцк
2. Гмина Кшепице
3. Гмина Липе
4. Гмина Медзьно
5. Гмина Панки
6. Гмина Попув
7. Гмина Вренчица-Велька